# Giro de Itália Feminino de 2021
A 32.ª edição do Giro d'Italia Feminino (oficialmente: Giro d'Italia Internazionale Femminile ou também conhecido como Giro Rosa) foi uma corrida de ciclismo de estrada por etapas feminina que se celebrou entre 2 e 11 de julho de 2021, com início na cidade de Fossano e final na cidade de Cormons, em Itália. O percurso constou de um total de 10 etapas sobre uma distância total de 1025,3 km ao longo de todo o país.
A corrida fez parte do Calendário UCI Feminino de 2021 como concorrência de categoria 2.pro do calendário ciclístico de máximo nível mundial. Como sucedesse em 2015, 2017 e 2020, a vencedora foi a neerlandesa Anna van der Breggen do SD Worx. Acompanharam-na no pódio, como segunda e terça classificada respectivamente, a sudáfricana Ashleigh Moolman-Pasio e a neerlandesa Demi Vollering, ambas da mesma equipa da ganhadora.

## Equipas
Tomaram a saída um total de 24 equipas, dos quais participarão os 9 equipas de categoria UCI WorldTeam Feminino habilitados e 15 equipas de categoria UCI Continental Team Feminino convidados pela organização da corrida, quem conformarão um pelotão de 144 ciclistas das quais terminaram 92. As equipas participantes são:
| translation for headoftableIII_translate index 58 not found (9)- Alé BTC Ljubljana - Team BikeExchange - Canyon-SRAM Racing - Team DSM - FDJ-Nouvelle Aquitaine-Futuroscope - Liv Racing - Movistar Team - SD Worx - Trek-Segafredo UCI Women's continental teams (15)- A.R. Monex - Arkéa Pro Cycling Team - Aromitalia-Basso Bikes-Vaiano - BePink - Bizkaia-Durango - Born To Win-G20-Ambedo - Ceratizit-WNT Pro Cycling - Isolmant-Premac-Vittoria - Jumbo-Visma - Lotto Soudal Ladies - Rally - Servetto-Makhymo-Beltrami TSA - Team Tibco-Silicon Valley Bank - Top Girls Fassa Bortolo - Valcar-Travel & Service |
| |

## Percorrido
| Etapa | Data    | Percurso                        | type                       | Distância (km) | Vencedor               | Líder geral          |
| ----- | ------- | ------------------------------- | -------------------------- | -------------- | ---------------------- | -------------------- |
| 1     | 2 jul.  | Fossano – Cuneo                 | contrarrelógio por equipes | 26,7           | Trek-Segafredo         | Ruth Winder          |
| 2     | 3 jul.  | Boves – Prato Nevoso            | alta montanha              | 100            | Anna van der Breggen   | Anna van der Breggen |
| 3     | 4 jul.  | Casale Monferrato – Ovada       | etapa escarpada            | 135            | Marianne Vos           | Anna van der Breggen |
| 4     | 5 jul.  | Fondovalle – Riale              | cronoescalada              | 14             | Anna van der Breggen   | Anna van der Breggen |
| 5     | 6 jul.  | Milão – Carugate                | etapa plana                | 120            | Lorena Wiebes          | Anna van der Breggen |
| 6     | 7 jul.  | Colico – Colico                 | etapa plana                | 155            | Emma Norsgaard         | Anna van der Breggen |
| 7     | 8 jul.  | – Puegnago sul Garda            | etapa escarpada            | 109,6          | Marianne Vos           | Anna van der Breggen |
| 8     | 9 jul.  | San Vendemiano – Mortegliano    | etapa plana                | 129,4          | Lorena Wiebes          | Anna van der Breggen |
| 9     | 10 jul. | Feletto Umberto – Monte Matajur | alta montanha              | 122,6          | Ashleigh Moolman Pasio | Anna van der Breggen |
| 10    | 11 jul. | Capriva del Friuli – Cormons    | etapa plana                | 113            | Coryn Rivera           | Anna van der Breggen |

## Desenvolvimento da corrida

### 1.ª etapa
| Fossano - Cuneo | contrarrelógio por equipes | (26,7 km) |

| \| Classificação por etapas \| Classificação por etapas \| Classificação por etapas \| Classificação por etapas \| Classificação por etapas \| Classificação por etapas \| \| Equipe \| Equipe \| Tempo \| Intervalo de tempo \| Rapidez \| \| \| ------------------------ \| ------------------------------ \| ------------------------ \| ------------------------ \| ------------------------ \| ------------------------ \| \| 1. \| Trek-Segafredo \| 33m40s \| 0s \| 47.584 km/h \| \| \| 2. \| SD Worx \| 33m48s \| + 8s \| 47.396 km/h \| \| \| 3. \| Alé BTC Ljubljana \| 34m20s \| + 40s \| 46.660 km/h \| \| \| 4. \| Canyon-SRAM Racing \| 34m26s \| + 46s \| 46.525 km/h \| \| \| 5. \| Movistar Team \| 34m35s \| + 55s \| 46.323 km/h \| \| \| 6. \| Jumbo-Visma \| 34m56s \| + 1m16s \| 45.859 km/h \| \| \| 7. \| Ceratizit-WNT Pro Cycling \| 34m58s \| + 1m18s \| 45.815 km/h \| \| \| 8. \| Team Tibco-Silicon Valley Bank \| 34m59s \| + 1m19s \| 45.793 km/h \| \| \| 9. \| Team DSM \| 35m03s \| + 1m23s \| 45.706 km/h \| \| \| 10. \| Team BikeExchange \| 35m11s \| + 1m31s \| 45.533 km/h \| \| |                                |        |                    |             |
| |                                |        |                    |             |
| Fontes: ProCyclingStats Cycling Quotient |                                |        |                    |             |
| Classificação por etapas |                                |        |                    |             |
| Equipe | Equipe                         | Tempo  | Intervalo de tempo | Rapidez     |
| 1. | Trek-Segafredo                 | 33m40s | 0s                 | 47.584 km/h |
| 2. | SD Worx                        | 33m48s | + 8s               | 47.396 km/h |
| 3. | Alé BTC Ljubljana              | 34m20s | + 40s              | 46.660 km/h |
| 4. | Canyon-SRAM Racing             | 34m26s | + 46s              | 46.525 km/h |
| 5. | Movistar Team                  | 34m35s | + 55s              | 46.323 km/h |
| 6. | Jumbo-Visma                    | 34m56s | + 1m16s            | 45.859 km/h |
| 7. | Ceratizit-WNT Pro Cycling      | 34m58s | + 1m18s            | 45.815 km/h |
| 8. | Team Tibco-Silicon Valley Bank | 34m59s | + 1m19s            | 45.793 km/h |
| 9. | Team DSM                       | 35m03s | + 1m23s            | 45.706 km/h |
| 10. | Team BikeExchange              | 35m11s | + 1m31s            | 45.533 km/h |

| \| Classificação geral \| Classificação geral \| Classificação geral \| Classificação geral \| Classificação geral \| \| Ciclista \| Ciclista \| Equipe \| Tempo \| \| \| ------------------- \| ---------------------- \| ------------------- \| ------------------- \| ------------------- \| \| 1. \| Ruth Winder \| Trek-Segafredo \| 33m40s \| \| \| 2. \| Ellen van Dijk \| Trek-Segafredo \| + 0s \| \| \| 3. \| Elisa Longo Borghini \| Trek-Segafredo \| + 0s \| \| \| 4. \| Lizzie Deignan \| Trek-Segafredo \| + 0s \| \| \| 5. \| Ashleigh Moolman Pasio \| SD Worx \| + 8s \| \| \| 6. \| Demi Vollering \| SD Worx \| + 8s \| \| \| 7. \| Anna van der Breggen \| SD Worx \| + 8s \| \| \| 8. \| Niamh Fisher-Black \| SD Worx \| + 8s \| \| \| 9. \| Elena Cecchini \| SD Worx \| + 8s \| \| \| 10. \| Mavi García \| Alé BTC Ljubljana \| + 40s \| \| |                        |                   |        |
| |                        |                   |        |
| Fontes: ProCyclingStats Cycling Quotient |                        |                   |        |
| Classificação geral |                        |                   |        |
| Ciclista | Ciclista               | Equipe            | Tempo  |
| 1. | Ruth Winder            | Trek-Segafredo    | 33m40s |
| 2. | Ellen van Dijk         | Trek-Segafredo    | + 0s   |
| 3. | Elisa Longo Borghini   | Trek-Segafredo    | + 0s   |
| 4. | Lizzie Deignan         | Trek-Segafredo    | + 0s   |
| 5. | Ashleigh Moolman Pasio | SD Worx           | + 8s   |
| 6. | Demi Vollering         | SD Worx           | + 8s   |
| 7. | Anna van der Breggen   | SD Worx           | + 8s   |
| 8. | Niamh Fisher-Black     | SD Worx           | + 8s   |
| 9. | Elena Cecchini         | SD Worx           | + 8s   |
| 10. | Mavi García            | Alé BTC Ljubljana | + 40s  |

### 2.ª etapa
| Boves - Prato Nevoso | alta montanha | (100 km) |

| \| Classificação por etapas \| Classificação por etapas \| Classificação por etapas \| Classificação por etapas \| Classificação por etapas \| \| Ciclista \| Ciclista \| Equipe \| Tempo \| \| \| ------------------------ \| ------------------------ \| ---------------------------------- \| ------------------------ \| ------------------------ \| \| 1. \| Anna van der Breggen \| SD Worx \| 2h58m31s \| \| \| 2. \| Ashleigh Moolman Pasio \| SD Worx \| + 1m22s \| \| \| 3. \| Demi Vollering \| SD Worx \| + 1m51s \| \| \| 4. \| Marta Cavalli \| FDJ-Nouvelle Aquitaine-Futuroscope \| + 1m53s \| \| \| 5. \| Erica Magnaldi \| Ceratizit-WNT Pro Cycling \| + 2m30s \| \| \| 6. \| Gaia Realini \| Isolmant-Premac-Vittoria \| + 2m36s \| \| \| 7. \| Mavi García \| Alé BTC Ljubljana \| + 3m00s \| \| \| 8. \| Amanda Spratt \| Team BikeExchange \| + 3m05s \| \| \| 9. \| Tatiana Guderzo \| Alé BTC Ljubljana \| + 3m26s \| \| \| 10. \| Juliette Labous \| Team DSM \| + 3m29s \| \| |                        |                                    |          |
| |                        |                                    |          |
| Fonte: ProCyclingStats |                        |                                    |          |
| Classificação por etapas |                        |                                    |          |
| Ciclista | Ciclista               | Equipe                             | Tempo    |
| 1. | Anna van der Breggen   | SD Worx                            | 2h58m31s |
| 2. | Ashleigh Moolman Pasio | SD Worx                            | + 1m22s  |
| 3. | Demi Vollering         | SD Worx                            | + 1m51s  |
| 4. | Marta Cavalli          | FDJ-Nouvelle Aquitaine-Futuroscope | + 1m53s  |
| 5. | Erica Magnaldi         | Ceratizit-WNT Pro Cycling          | + 2m30s  |
| 6. | Gaia Realini           | Isolmant-Premac-Vittoria           | + 2m36s  |
| 7. | Mavi García            | Alé BTC Ljubljana                  | + 3m00s  |
| 8. | Amanda Spratt          | Team BikeExchange                  | + 3m05s  |
| 9. | Tatiana Guderzo        | Alé BTC Ljubljana                  | + 3m26s  |
| 10. | Juliette Labous        | Team DSM                           | + 3m29s  |

| \| Classificação geral \| Classificação geral \| Classificação geral \| Classificação geral \| Classificação geral \| \| Ciclista \| Ciclista \| Equipe \| Tempo \| \| \| ------------------- \| ---------------------- \| ------------------------- \| ------------------- \| ------------------- \| \| 1. \| Anna van der Breggen \| SD Worx \| 3h32m09s \| \| \| 2. \| Ashleigh Moolman Pasio \| SD Worx \| + 1m26s \| \| \| 3. \| Demi Vollering \| SD Worx \| + 1m57s \| \| \| 4. \| Lizzie Deignan \| Trek-Segafredo \| + 3m31s \| \| \| 5. \| Mavi García \| Alé BTC Ljubljana \| + 3m42s \| \| \| 6. \| Erica Magnaldi \| Ceratizit-WNT Pro Cycling \| + 3m50s \| \| \| 7. \| Tatiana Guderzo \| Alé BTC Ljubljana \| + 4m08s \| \| \| 8. \| Niamh Fisher-Black \| SD Worx \| + 4m18s \| \| \| 9. \| Amanda Spratt \| Team BikeExchange \| + 4m38s \| \| \| 10. \| Juliette Labous \| Team DSM \| + 4m54s \| \| |                        |                           |          |
| |                        |                           |          |
| Fonte: ProCyclingStats |                        |                           |          |
| Classificação geral |                        |                           |          |
| Ciclista | Ciclista               | Equipe                    | Tempo    |
| 1. | Anna van der Breggen   | SD Worx                   | 3h32m09s |
| 2. | Ashleigh Moolman Pasio | SD Worx                   | + 1m26s  |
| 3. | Demi Vollering         | SD Worx                   | + 1m57s  |
| 4. | Lizzie Deignan         | Trek-Segafredo            | + 3m31s  |
| 5. | Mavi García            | Alé BTC Ljubljana         | + 3m42s  |
| 6. | Erica Magnaldi         | Ceratizit-WNT Pro Cycling | + 3m50s  |
| 7. | Tatiana Guderzo        | Alé BTC Ljubljana         | + 4m08s  |
| 8. | Niamh Fisher-Black     | SD Worx                   | + 4m18s  |
| 9. | Amanda Spratt          | Team BikeExchange         | + 4m38s  |
| 10. | Juliette Labous        | Team DSM                  | + 4m54s  |

### 3.ª etapa
| Casale Monferrato - Ovada | etapa escarpada | (135 km) |

| \| Classificação por etapas \| Classificação por etapas \| Classificação por etapas \| Classificação por etapas \| Classificação por etapas \| \| Ciclista \| Ciclista \| Equipe \| Tempo \| \| \| ------------------------ \| ------------------------ \| ------------------------- \| ------------------------ \| ------------------------ \| \| 1. \| Marianne Vos \| Jumbo-Visma Women Team \| 3h40m24s \| \| \| 2. \| Lucinda Brand \| Trek-Segafredo \| + 0s \| \| \| 3. \| Liane Lippert \| Team DSM \| + 0s \| \| \| 4. \| Elise Chabbey \| Canyon-SRAM Racing \| + 0s \| \| \| 5. \| Lisa Brennauer \| Ceratizit-WNT Pro Cycling \| + 3m18s \| \| \| 6. \| Coryn Rivera \| Team DSM \| + 3m18s \| \| \| 7. \| Emma Norsgaard \| Movistar Team \| + 3m18s \| \| \| 8. \| Marta Bastianelli \| Alé BTC Ljubljana \| + 3m18s \| \| \| 9. \| Ilaria Sanguineti \| Valcar-Travel & Service \| + 3m18s \| \| \| 10. \| Marta Lach \| Ceratizit-WNT Pro Cycling \| + 3m18s \| \| |                   |                           |          |
| |                   |                           |          |
| Fonte: ProCyclingStats |                   |                           |          |
| Classificação por etapas |                   |                           |          |
| Ciclista | Ciclista          | Equipe                    | Tempo    |
| 1. | Marianne Vos      | Jumbo-Visma Women Team    | 3h40m24s |
| 2. | Lucinda Brand     | Trek-Segafredo            | + 0s     |
| 3. | Liane Lippert     | Team DSM                  | + 0s     |
| 4. | Elise Chabbey     | Canyon-SRAM Racing        | + 0s     |
| 5. | Lisa Brennauer    | Ceratizit-WNT Pro Cycling | + 3m18s  |
| 6. | Coryn Rivera      | Team DSM                  | + 3m18s  |
| 7. | Emma Norsgaard    | Movistar Team             | + 3m18s  |
| 8. | Marta Bastianelli | Alé BTC Ljubljana         | + 3m18s  |
| 9. | Ilaria Sanguineti | Valcar-Travel & Service   | + 3m18s  |
| 10. | Marta Lach        | Ceratizit-WNT Pro Cycling | + 3m18s  |

| \| Classificação geral \| Classificação geral \| Classificação geral \| Classificação geral \| Classificação geral \| \| Ciclista \| Ciclista \| Equipe \| Tempo \| \| \| ------------------- \| ---------------------- \| ------------------------- \| ------------------- \| ------------------- \| \| 1. \| Anna van der Breggen \| SD Worx \| 7h15m56s \| \| \| 2. \| Ashleigh Moolman Pasio \| SD Worx \| + 1m21s \| \| \| 3. \| Demi Vollering \| SD Worx \| + 1m57s \| \| \| 4. \| Elise Chabbey \| Canyon-SRAM Racing \| + 2m36s \| \| \| 5. \| Lizzie Deignan \| Trek-Segafredo \| + 3m31s \| \| \| 6. \| Mavi García \| Alé BTC Ljubljana \| + 3m42s \| \| \| 7. \| Erica Magnaldi \| Ceratizit-WNT Pro Cycling \| + 3m50s \| \| \| 8. \| Tatiana Guderzo \| Alé BTC Ljubljana \| + 4m08s \| \| \| 9. \| Niamh Fisher-Black \| SD Worx \| + 4m18s \| \| \| 10. \| Amanda Spratt \| Team BikeExchange \| + 4m33s \| \| |                        |                           |          |
| |                        |                           |          |
| Fonte: ProCyclingStats |                        |                           |          |
| Classificação geral |                        |                           |          |
| Ciclista | Ciclista               | Equipe                    | Tempo    |
| 1. | Anna van der Breggen   | SD Worx                   | 7h15m56s |
| 2. | Ashleigh Moolman Pasio | SD Worx                   | + 1m21s  |
| 3. | Demi Vollering         | SD Worx                   | + 1m57s  |
| 4. | Elise Chabbey          | Canyon-SRAM Racing        | + 2m36s  |
| 5. | Lizzie Deignan         | Trek-Segafredo            | + 3m31s  |
| 6. | Mavi García            | Alé BTC Ljubljana         | + 3m42s  |
| 7. | Erica Magnaldi         | Ceratizit-WNT Pro Cycling | + 3m50s  |
| 8. | Tatiana Guderzo        | Alé BTC Ljubljana         | + 4m08s  |
| 9. | Niamh Fisher-Black     | SD Worx                   | + 4m18s  |
| 10. | Amanda Spratt          | Team BikeExchange         | + 4m33s  |

### 4.ª etapa
| Fondovalle - Riale | cronoescalada | (14 km) |

| \| Classificação por etapas \| Classificação por etapas \| Classificação por etapas \| Classificação por etapas \| Classificação por etapas \| \| Ciclista \| Ciclista \| Equipe \| Tempo \| \| \| ------------------------ \| ------------------------ \| ---------------------------------- \| ------------------------ \| ------------------------ \| \| 1. \| Anna van der Breggen \| SD Worx \| 24m57s \| \| \| 2. \| Demi Vollering \| SD Worx \| + 1m06s \| \| \| 3. \| Grace Brown \| Team BikeExchange \| + 1m17s \| \| \| 4. \| Ashleigh Moolman Pasio \| SD Worx \| + 1m30s \| \| \| 5. \| Marta Cavalli \| FDJ-Nouvelle Aquitaine-Futuroscope \| + 1m55s \| \| \| 6. \| Juliette Labous \| Team DSM \| + 2m14s \| \| \| 7. \| Katrine Aalerud \| Movistar Team \| + 2m15s \| \| \| 8. \| Lizzie Deignan \| Trek-Segafredo \| + 2m22s \| \| \| 9. \| Gaia Realini \| Isolmant-Premac-Vittoria \| + 2m22s \| \| \| 10. \| Elisa Longo Borghini \| Trek-Segafredo \| + 2m38s \| \| |                        |                                    |         |
| |                        |                                    |         |
| Fontes: ProCyclingStats Cycling Quotient |                        |                                    |         |
| Classificação por etapas |                        |                                    |         |
| Ciclista | Ciclista               | Equipe                             | Tempo   |
| 1. | Anna van der Breggen   | SD Worx                            | 24m57s  |
| 2. | Demi Vollering         | SD Worx                            | + 1m06s |
| 3. | Grace Brown            | Team BikeExchange                  | + 1m17s |
| 4. | Ashleigh Moolman Pasio | SD Worx                            | + 1m30s |
| 5. | Marta Cavalli          | FDJ-Nouvelle Aquitaine-Futuroscope | + 1m55s |
| 6. | Juliette Labous        | Team DSM                           | + 2m14s |
| 7. | Katrine Aalerud        | Movistar Team                      | + 2m15s |
| 8. | Lizzie Deignan         | Trek-Segafredo                     | + 2m22s |
| 9. | Gaia Realini           | Isolmant-Premac-Vittoria           | + 2m22s |
| 10. | Elisa Longo Borghini   | Trek-Segafredo                     | + 2m38s |

| \| Classificação geral \| Classificação geral \| Classificação geral \| Classificação geral \| Classificação geral \| \| Ciclista \| Ciclista \| Equipe \| Tempo \| \| \| ------------------- \| ---------------------- \| ------------------------- \| ------------------- \| ------------------- \| \| 1. \| Anna van der Breggen \| SD Worx \| 7h40m53s \| \| \| 2. \| Ashleigh Moolman Pasio \| SD Worx \| + 2m51s \| \| \| 3. \| Demi Vollering \| SD Worx \| + 3m03s \| \| \| 4. \| Lizzie Deignan \| Trek-Segafredo \| + 5m53s \| \| \| 5. \| Elise Chabbey \| Canyon-SRAM Racing \| + 6m12s \| \| \| 6. \| Erica Magnaldi \| Ceratizit-WNT Pro Cycling \| + 6m35s \| \| \| 7. \| Mavi García \| Alé BTC Ljubljana \| + 6m57s \| \| \| 8. \| Juliette Labous \| Team DSM \| + 7m03s \| \| \| 9. \| Niamh Fisher-Black \| SD Worx \| + 7m22s \| \| \| 10. \| Tatiana Guderzo \| Alé BTC Ljubljana \| + 7m24s \| \| |                        |                           |          |
| |                        |                           |          |
| Fontes: ProCyclingStats Cycling Quotient |                        |                           |          |
| Classificação geral |                        |                           |          |
| Ciclista | Ciclista               | Equipe                    | Tempo    |
| 1. | Anna van der Breggen   | SD Worx                   | 7h40m53s |
| 2. | Ashleigh Moolman Pasio | SD Worx                   | + 2m51s  |
| 3. | Demi Vollering         | SD Worx                   | + 3m03s  |
| 4. | Lizzie Deignan         | Trek-Segafredo            | + 5m53s  |
| 5. | Elise Chabbey          | Canyon-SRAM Racing        | + 6m12s  |
| 6. | Erica Magnaldi         | Ceratizit-WNT Pro Cycling | + 6m35s  |
| 7. | Mavi García            | Alé BTC Ljubljana         | + 6m57s  |
| 8. | Juliette Labous        | Team DSM                  | + 7m03s  |
| 9. | Niamh Fisher-Black     | SD Worx                   | + 7m22s  |
| 10. | Tatiana Guderzo        | Alé BTC Ljubljana         | + 7m24s  |

### 5.ª etapa
| Milão - Carugate | etapa plana | (120 km) |

| \| Classificação por etapas \| Classificação por etapas \| Classificação por etapas \| Classificação por etapas \| Classificação por etapas \| \| Ciclista \| Ciclista \| Equipe \| Tempo \| \| \| ------------------------ \| ------------------------- \| ------------------------- \| ------------------------ \| ------------------------ \| \| 1. \| Lorena Wiebes \| Team DSM \| 2h49m15s \| \| \| 2. \| Emma Norsgaard \| Movistar Team \| + 0s \| \| \| 3. \| Marianne Vos \| Jumbo-Visma Women Team \| + 0s \| \| \| 4. \| Lucinda Brand \| Trek-Segafredo \| + 0s \| \| \| 5. \| Marta Bastianelli \| Alé BTC Ljubljana \| + 0s \| \| \| 6. \| Maria Giulia Confalonieri \| Ceratizit-WNT Pro Cycling \| + 0s \| \| \| 7. \| Sofia Bertizzolo \| Liv Racing \| + 0s \| \| \| 8. \| Eleonora Gasparrini \| Valcar-Travel & Service \| + 0s \| \| \| 9. \| Maria Vittoria Sperotto \| A.R. Monex Women's \| + 0s \| \| \| 10. \| Coryn Rivera \| Team DSM \| + 0s \| \| |                           |                           |          |
| |                           |                           |          |
| Fonte: ProCyclingStats |                           |                           |          |
| Classificação por etapas |                           |                           |          |
| Ciclista | Ciclista                  | Equipe                    | Tempo    |
| 1. | Lorena Wiebes             | Team DSM                  | 2h49m15s |
| 2. | Emma Norsgaard            | Movistar Team             | + 0s     |
| 3. | Marianne Vos              | Jumbo-Visma Women Team    | + 0s     |
| 4. | Lucinda Brand             | Trek-Segafredo            | + 0s     |
| 5. | Marta Bastianelli         | Alé BTC Ljubljana         | + 0s     |
| 6. | Maria Giulia Confalonieri | Ceratizit-WNT Pro Cycling | + 0s     |
| 7. | Sofia Bertizzolo          | Liv Racing                | + 0s     |
| 8. | Eleonora Gasparrini       | Valcar-Travel & Service   | + 0s     |
| 9. | Maria Vittoria Sperotto   | A.R. Monex Women's        | + 0s     |
| 10. | Coryn Rivera              | Team DSM                  | + 0s     |

| \| Classificação geral \| Classificação geral \| Classificação geral \| Classificação geral \| Classificação geral \| \| Ciclista \| Ciclista \| Equipe \| Tempo \| \| \| ------------------- \| ---------------------- \| ------------------------- \| ------------------- \| ------------------- \| \| 1. \| Anna van der Breggen \| SD Worx \| 10h30m08s \| \| \| 2. \| Ashleigh Moolman Pasio \| SD Worx \| + 2m51s \| \| \| 3. \| Demi Vollering \| SD Worx \| + 3m03s \| \| \| 4. \| Lizzie Deignan \| Trek-Segafredo \| + 5m53s \| \| \| 5. \| Elise Chabbey \| Canyon-SRAM Racing \| + 6m12s \| \| \| 6. \| Erica Magnaldi \| Ceratizit-WNT Pro Cycling \| + 6m35s \| \| \| 7. \| Mavi García \| Alé BTC Ljubljana \| + 6m57s \| \| \| 8. \| Juliette Labous \| Team DSM \| + 7m01s \| \| \| 9. \| Niamh Fisher-Black \| SD Worx \| + 7m22s \| \| \| 10. \| Tatiana Guderzo \| Alé BTC Ljubljana \| + 7m24s \| \| |                        |                           |           |
| |                        |                           |           |
| Fonte: ProCyclingStats |                        |                           |           |
| Classificação geral |                        |                           |           |
| Ciclista | Ciclista               | Equipe                    | Tempo     |
| 1. | Anna van der Breggen   | SD Worx                   | 10h30m08s |
| 2. | Ashleigh Moolman Pasio | SD Worx                   | + 2m51s   |
| 3. | Demi Vollering         | SD Worx                   | + 3m03s   |
| 4. | Lizzie Deignan         | Trek-Segafredo            | + 5m53s   |
| 5. | Elise Chabbey          | Canyon-SRAM Racing        | + 6m12s   |
| 6. | Erica Magnaldi         | Ceratizit-WNT Pro Cycling | + 6m35s   |
| 7. | Mavi García            | Alé BTC Ljubljana         | + 6m57s   |
| 8. | Juliette Labous        | Team DSM                  | + 7m01s   |
| 9. | Niamh Fisher-Black     | SD Worx                   | + 7m22s   |
| 10. | Tatiana Guderzo        | Alé BTC Ljubljana         | + 7m24s   |

### 6.ª etapa
| Colico - Colico | etapa plana | (155 km) |

| \| Classificação por etapas \| Classificação por etapas \| Classificação por etapas \| Classificação por etapas \| Classificação por etapas \| \| Ciclista \| Ciclista \| Equipe \| Tempo \| \| \| ------------------------ \| ------------------------ \| ------------------------- \| ------------------------ \| ------------------------ \| \| 1. \| Emma Norsgaard \| Movistar Team \| 3h41m39s \| \| \| 2. \| Coryn Rivera \| Team DSM \| + 0s \| \| \| 3. \| Marianne Vos \| Jumbo-Visma Women Team \| + 0s \| \| \| 4. \| Marta Bastianelli \| Alé BTC Ljubljana \| + 0s \| \| \| 5. \| Lisa Brennauer \| Ceratizit-WNT Pro Cycling \| + 0s \| \| \| 6. \| Lucinda Brand \| Trek-Segafredo \| + 0s \| \| \| 7. \| Ilaria Sanguineti \| Valcar-Travel & Service \| + 0s \| \| \| 8. \| Sofia Bertizzolo \| Liv Racing \| + 0s \| \| \| 9. \| Maria Vittoria Sperotto \| A.R. Monex Women's \| + 0s \| \| \| 10. \| Elena Cecchini \| SD Worx \| + 0s \| \| |                         |                           |          |
| |                         |                           |          |
| Fonte: ProCyclingStats |                         |                           |          |
| Classificação por etapas |                         |                           |          |
| Ciclista | Ciclista                | Equipe                    | Tempo    |
| 1. | Emma Norsgaard          | Movistar Team             | 3h41m39s |
| 2. | Coryn Rivera            | Team DSM                  | + 0s     |
| 3. | Marianne Vos            | Jumbo-Visma Women Team    | + 0s     |
| 4. | Marta Bastianelli       | Alé BTC Ljubljana         | + 0s     |
| 5. | Lisa Brennauer          | Ceratizit-WNT Pro Cycling | + 0s     |
| 6. | Lucinda Brand           | Trek-Segafredo            | + 0s     |
| 7. | Ilaria Sanguineti       | Valcar-Travel & Service   | + 0s     |
| 8. | Sofia Bertizzolo        | Liv Racing                | + 0s     |
| 9. | Maria Vittoria Sperotto | A.R. Monex Women's        | + 0s     |
| 10. | Elena Cecchini          | SD Worx                   | + 0s     |

| \| Classificação geral \| Classificação geral \| Classificação geral \| Classificação geral \| Classificação geral \| \| Ciclista \| Ciclista \| Equipe \| Tempo \| \| \| ------------------- \| ---------------------- \| ------------------------- \| ------------------- \| ------------------- \| \| 1. \| Anna van der Breggen \| SD Worx \| 14h11m47s \| \| \| 2. \| Ashleigh Moolman Pasio \| SD Worx \| + 2m51s \| \| \| 3. \| Demi Vollering \| SD Worx \| + 3m03s \| \| \| 4. \| Lizzie Deignan \| Trek-Segafredo \| + 5m53s \| \| \| 5. \| Elise Chabbey \| Canyon-SRAM Racing \| + 6m12s \| \| \| 6. \| Erica Magnaldi \| Ceratizit-WNT Pro Cycling \| + 6m35s \| \| \| 7. \| Mavi García \| Alé BTC Ljubljana \| + 6m57s \| \| \| 8. \| Juliette Labous \| Team DSM \| + 7m01s \| \| \| 9. \| Niamh Fisher-Black \| SD Worx \| + 7m22s \| \| \| 10. \| Tatiana Guderzo \| Alé BTC Ljubljana \| + 7m24s \| \| |                        |                           |           |
| |                        |                           |           |
| Fonte: ProCyclingStats |                        |                           |           |
| Classificação geral |                        |                           |           |
| Ciclista | Ciclista               | Equipe                    | Tempo     |
| 1. | Anna van der Breggen   | SD Worx                   | 14h11m47s |
| 2. | Ashleigh Moolman Pasio | SD Worx                   | + 2m51s   |
| 3. | Demi Vollering         | SD Worx                   | + 3m03s   |
| 4. | Lizzie Deignan         | Trek-Segafredo            | + 5m53s   |
| 5. | Elise Chabbey          | Canyon-SRAM Racing        | + 6m12s   |
| 6. | Erica Magnaldi         | Ceratizit-WNT Pro Cycling | + 6m35s   |
| 7. | Mavi García            | Alé BTC Ljubljana         | + 6m57s   |
| 8. | Juliette Labous        | Team DSM                  | + 7m01s   |
| 9. | Niamh Fisher-Black     | SD Worx                   | + 7m22s   |
| 10. | Tatiana Guderzo        | Alé BTC Ljubljana         | + 7m24s   |

### 7.ª etapa
| - Puegnago sul Garda | etapa escarpada | (109,6 km) |

| \| Classificação por etapas \| Classificação por etapas \| Classificação por etapas \| Classificação por etapas \| Classificação por etapas \| \| Ciclista \| Ciclista \| Equipe \| Tempo \| \| \| ------------------------ \| ------------------------ \| ---------------------------------- \| ------------------------ \| ------------------------ \| \| 1. \| Marianne Vos \| Jumbo-Visma Women Team \| 2h48m31s \| \| \| 2. \| Elisa Longo Borghini \| Trek-Segafredo \| + 0s \| \| \| 3. \| Anna van der Breggen \| SD Worx \| + 0s \| \| \| 4. \| Demi Vollering \| SD Worx \| + 0s \| \| \| 5. \| Soraya Paladin \| Liv Racing \| + 0s \| \| \| 6. \| Juliette Labous \| Team DSM \| + 0s \| \| \| 7. \| Marta Cavalli \| FDJ-Nouvelle Aquitaine-Futuroscope \| + 0s \| \| \| 8. \| Ashleigh Moolman Pasio \| SD Worx \| + 0s \| \| \| 9. \| Ilaria Sanguineti \| Valcar-Travel & Service \| + 0s \| \| \| 10. \| Mavi García \| Alé BTC Ljubljana \| + 0s \| \| |                        |                                    |          |
| |                        |                                    |          |
| Fonte: ProCyclingStats |                        |                                    |          |
| Classificação por etapas |                        |                                    |          |
| Ciclista | Ciclista               | Equipe                             | Tempo    |
| 1. | Marianne Vos           | Jumbo-Visma Women Team             | 2h48m31s |
| 2. | Elisa Longo Borghini   | Trek-Segafredo                     | + 0s     |
| 3. | Anna van der Breggen   | SD Worx                            | + 0s     |
| 4. | Demi Vollering         | SD Worx                            | + 0s     |
| 5. | Soraya Paladin         | Liv Racing                         | + 0s     |
| 6. | Juliette Labous        | Team DSM                           | + 0s     |
| 7. | Marta Cavalli          | FDJ-Nouvelle Aquitaine-Futuroscope | + 0s     |
| 8. | Ashleigh Moolman Pasio | SD Worx                            | + 0s     |
| 9. | Ilaria Sanguineti      | Valcar-Travel & Service            | + 0s     |
| 10. | Mavi García            | Alé BTC Ljubljana                  | + 0s     |

| \| Classificação geral \| Classificação geral \| Classificação geral \| Classificação geral \| Classificação geral \| \| Ciclista \| Ciclista \| Equipe \| Tempo \| \| \| ------------------- \| ---------------------- \| ------------------------- \| ------------------- \| ------------------- \| \| 1. \| Anna van der Breggen \| SD Worx \| 17h00m14s \| \| \| 2. \| Ashleigh Moolman Pasio \| SD Worx \| + 2m55s \| \| \| 3. \| Demi Vollering \| SD Worx \| + 3m07s \| \| \| 4. \| Lizzie Deignan \| Trek-Segafredo \| + 5m56s \| \| \| 5. \| Elise Chabbey \| Canyon-SRAM Racing \| + 6m27s \| \| \| 6. \| Erica Magnaldi \| Ceratizit-WNT Pro Cycling \| + 6m39s \| \| \| 7. \| Mavi García \| Alé BTC Ljubljana \| + 7m01s \| \| \| 8. \| Juliette Labous \| Team DSM \| + 7m05s \| \| \| 9. \| Tatiana Guderzo \| Alé BTC Ljubljana \| + 7m28s \| \| \| 10. \| Niamh Fisher-Black \| SD Worx \| + 7m50s \| \| |                        |                           |           |
| |                        |                           |           |
| Fonte: ProCyclingStats |                        |                           |           |
| Classificação geral |                        |                           |           |
| Ciclista | Ciclista               | Equipe                    | Tempo     |
| 1. | Anna van der Breggen   | SD Worx                   | 17h00m14s |
| 2. | Ashleigh Moolman Pasio | SD Worx                   | + 2m55s   |
| 3. | Demi Vollering         | SD Worx                   | + 3m07s   |
| 4. | Lizzie Deignan         | Trek-Segafredo            | + 5m56s   |
| 5. | Elise Chabbey          | Canyon-SRAM Racing        | + 6m27s   |
| 6. | Erica Magnaldi         | Ceratizit-WNT Pro Cycling | + 6m39s   |
| 7. | Mavi García            | Alé BTC Ljubljana         | + 7m01s   |
| 8. | Juliette Labous        | Team DSM                  | + 7m05s   |
| 9. | Tatiana Guderzo        | Alé BTC Ljubljana         | + 7m28s   |
| 10. | Niamh Fisher-Black     | SD Worx                   | + 7m50s   |

### 8.ª etapa
| San Vendemiano - Mortegliano | etapa plana | (129,4 km) |

| \| Classificação por etapas \| Classificação por etapas \| Classificação por etapas \| Classificação por etapas \| Classificação por etapas \| \| Ciclista \| Ciclista \| Equipe \| Tempo \| \| \| ------------------------ \| ------------------------ \| ------------------------- \| ------------------------ \| ------------------------ \| \| 1. \| Lorena Wiebes \| Team DSM \| 3h10m01s \| \| \| 2. \| Emma Norsgaard \| Movistar Team \| + 0s \| \| \| 3. \| Maria Vittoria Sperotto \| A.R. Monex Women's \| + 0s \| \| \| 4. \| Lisa Brennauer \| Ceratizit-WNT Pro Cycling \| + 0s \| \| \| 5. \| Marianne Vos \| Jumbo-Visma Women Team \| + 0s \| \| \| 6. \| Marta Bastianelli \| Alé BTC Ljubljana \| + 0s \| \| \| 7. \| Elena Cecchini \| SD Worx \| + 0s \| \| \| 8. \| Sofia Bertizzolo \| Liv Racing \| + 0s \| \| \| 9. \| Ilaria Sanguineti \| Valcar-Travel & Service \| + 0s \| \| \| 10. \| Lucinda Brand \| Trek-Segafredo \| + 0s \| \| |                         |                           |          |
| |                         |                           |          |
| Fonte: ProCyclingStats |                         |                           |          |
| Classificação por etapas |                         |                           |          |
| Ciclista | Ciclista                | Equipe                    | Tempo    |
| 1. | Lorena Wiebes           | Team DSM                  | 3h10m01s |
| 2. | Emma Norsgaard          | Movistar Team             | + 0s     |
| 3. | Maria Vittoria Sperotto | A.R. Monex Women's        | + 0s     |
| 4. | Lisa Brennauer          | Ceratizit-WNT Pro Cycling | + 0s     |
| 5. | Marianne Vos            | Jumbo-Visma Women Team    | + 0s     |
| 6. | Marta Bastianelli       | Alé BTC Ljubljana         | + 0s     |
| 7. | Elena Cecchini          | SD Worx                   | + 0s     |
| 8. | Sofia Bertizzolo        | Liv Racing                | + 0s     |
| 9. | Ilaria Sanguineti       | Valcar-Travel & Service   | + 0s     |
| 10. | Lucinda Brand           | Trek-Segafredo            | + 0s     |

| \| Classificação geral \| Classificação geral \| Classificação geral \| Classificação geral \| Classificação geral \| \| Ciclista \| Ciclista \| Equipe \| Tempo \| \| \| ------------------- \| ---------------------- \| ------------------------- \| ------------------- \| ------------------- \| \| 1. \| Anna van der Breggen \| SD Worx \| 20h10m15s \| \| \| 2. \| Ashleigh Moolman Pasio \| SD Worx \| + 2m55s \| \| \| 3. \| Demi Vollering \| SD Worx \| + 3m07s \| \| \| 4. \| Lizzie Deignan \| Trek-Segafredo \| + 5m56s \| \| \| 5. \| Elise Chabbey \| Canyon-SRAM Racing \| + 6m27s \| \| \| 6. \| Erica Magnaldi \| Ceratizit-WNT Pro Cycling \| + 6m39s \| \| \| 7. \| Mavi García \| Alé BTC Ljubljana \| + 7m01s \| \| \| 8. \| Juliette Labous \| Team DSM \| + 7m05s \| \| \| 9. \| Tatiana Guderzo \| Alé BTC Ljubljana \| + 7m28s \| \| \| 10. \| Niamh Fisher-Black \| SD Worx \| + 7m50s \| \| |                        |                           |           |
| |                        |                           |           |
| Fonte: ProCyclingStats |                        |                           |           |
| Classificação geral |                        |                           |           |
| Ciclista | Ciclista               | Equipe                    | Tempo     |
| 1. | Anna van der Breggen   | SD Worx                   | 20h10m15s |
| 2. | Ashleigh Moolman Pasio | SD Worx                   | + 2m55s   |
| 3. | Demi Vollering         | SD Worx                   | + 3m07s   |
| 4. | Lizzie Deignan         | Trek-Segafredo            | + 5m56s   |
| 5. | Elise Chabbey          | Canyon-SRAM Racing        | + 6m27s   |
| 6. | Erica Magnaldi         | Ceratizit-WNT Pro Cycling | + 6m39s   |
| 7. | Mavi García            | Alé BTC Ljubljana         | + 7m01s   |
| 8. | Juliette Labous        | Team DSM                  | + 7m05s   |
| 9. | Tatiana Guderzo        | Alé BTC Ljubljana         | + 7m28s   |
| 10. | Niamh Fisher-Black     | SD Worx                   | + 7m50s   |

### 9.ª etapa
| Feletto Umberto - Monte Matajur | alta montanha | (122,6 km) |

| \| Classificação por etapas \| Classificação por etapas \| Classificação por etapas \| Classificação por etapas \| Classificação por etapas \| \| Ciclista \| Ciclista \| Equipe \| Tempo \| \| \| ------------------------ \| ------------------------ \| ---------------------------------- \| ------------------------ \| ------------------------ \| \| 1. \| Ashleigh Moolman Pasio \| SD Worx \| 3h52m35s \| \| \| 2. \| Demi Vollering \| SD Worx \| + 1m26s \| \| \| 3. \| Anna van der Breggen \| SD Worx \| + 1m26s \| \| \| 4. \| Marta Cavalli \| FDJ-Nouvelle Aquitaine-Futuroscope \| + 1m39s \| \| \| 5. \| Lizzie Deignan \| Trek-Segafredo \| + 2m14s \| \| \| 6. \| Mavi García \| Alé BTC Ljubljana \| + 2m27s \| \| \| 7. \| Juliette Labous \| Team DSM \| + 2m37s \| \| \| 8. \| Tatiana Guderzo \| Alé BTC Ljubljana \| + 2m46s \| \| \| 9. \| Niamh Fisher-Black \| SD Worx \| + 2m56s \| \| \| 10. \| Évita Muzic \| FDJ-Nouvelle Aquitaine-Futuroscope \| + 3m25s \| \| |                        |                                    |          |
| |                        |                                    |          |
| Fonte: ProCyclingStats |                        |                                    |          |
| Classificação por etapas |                        |                                    |          |
| Ciclista | Ciclista               | Equipe                             | Tempo    |
| 1. | Ashleigh Moolman Pasio | SD Worx                            | 3h52m35s |
| 2. | Demi Vollering         | SD Worx                            | + 1m26s  |
| 3. | Anna van der Breggen   | SD Worx                            | + 1m26s  |
| 4. | Marta Cavalli          | FDJ-Nouvelle Aquitaine-Futuroscope | + 1m39s  |
| 5. | Lizzie Deignan         | Trek-Segafredo                     | + 2m14s  |
| 6. | Mavi García            | Alé BTC Ljubljana                  | + 2m27s  |
| 7. | Juliette Labous        | Team DSM                           | + 2m37s  |
| 8. | Tatiana Guderzo        | Alé BTC Ljubljana                  | + 2m46s  |
| 9. | Niamh Fisher-Black     | SD Worx                            | + 2m56s  |
| 10. | Évita Muzic            | FDJ-Nouvelle Aquitaine-Futuroscope | + 3m25s  |

| \| Classificação geral \| Classificação geral \| Classificação geral \| Classificação geral \| Classificação geral \| \| Ciclista \| Ciclista \| Equipe \| Tempo \| \| \| ------------------- \| ---------------------- \| ---------------------------------- \| ------------------- \| ------------------- \| \| 1. \| Anna van der Breggen \| SD Worx \| 24h04m12s \| \| \| 2. \| Ashleigh Moolman Pasio \| SD Worx \| + 1m23s \| \| \| 3. \| Demi Vollering \| SD Worx \| + 3m05s \| \| \| 4. \| Lizzie Deignan \| Trek-Segafredo \| + 6m48s \| \| \| 5. \| Mavi García \| Alé BTC Ljubljana \| + 8m06s \| \| \| 6. \| Marta Cavalli \| FDJ-Nouvelle Aquitaine-Futuroscope \| + 8m09s \| \| \| 7. \| Juliette Labous \| Team DSM \| + 8m20s \| \| \| 8. \| Tatiana Guderzo \| Alé BTC Ljubljana \| + 8m52s \| \| \| 9. \| Niamh Fisher-Black \| SD Worx \| + 9m24s \| \| \| 10. \| Gaia Realini \| Isolmant-Premac-Vittoria \| + 10m33s \| \| |                        |                                    |           |
| |                        |                                    |           |
| Fonte: ProCyclingStats |                        |                                    |           |
| Classificação geral |                        |                                    |           |
| Ciclista | Ciclista               | Equipe                             | Tempo     |
| 1. | Anna van der Breggen   | SD Worx                            | 24h04m12s |
| 2. | Ashleigh Moolman Pasio | SD Worx                            | + 1m23s   |
| 3. | Demi Vollering         | SD Worx                            | + 3m05s   |
| 4. | Lizzie Deignan         | Trek-Segafredo                     | + 6m48s   |
| 5. | Mavi García            | Alé BTC Ljubljana                  | + 8m06s   |
| 6. | Marta Cavalli          | FDJ-Nouvelle Aquitaine-Futuroscope | + 8m09s   |
| 7. | Juliette Labous        | Team DSM                           | + 8m20s   |
| 8. | Tatiana Guderzo        | Alé BTC Ljubljana                  | + 8m52s   |
| 9. | Niamh Fisher-Black     | SD Worx                            | + 9m24s   |
| 10. | Gaia Realini           | Isolmant-Premac-Vittoria           | + 10m33s  |

### 10.ª etapa
| Capriva del Friuli - Cormons | etapa plana | (113 km) |

| \| Classificação por etapas \| Classificação por etapas \| Classificação por etapas \| Classificação por etapas \| Classificação por etapas \| \| Ciclista \| Ciclista \| Equipe \| Tempo \| \| \| ------------------------ \| ------------------------ \| ------------------------ \| ------------------------ \| ------------------------ \| \| 1. \| Coryn Rivera \| Team DSM \| 2h56m40s \| \| \| 2. \| Lizzie Deignan \| Trek-Segafredo \| + 0s \| \| \| 3. \| Elise Chabbey \| Canyon-SRAM Racing \| + 3s \| \| \| 4. \| Anna van der Breggen \| SD Worx \| + 3s \| \| \| 5. \| Emma Norsgaard \| Movistar Team \| + 23s \| \| \| 6. \| Liane Lippert \| Team DSM \| + 23s \| \| \| 7. \| Ilaria Sanguineti \| Valcar-Travel & Service \| + 23s \| \| \| 8. \| Anouska Koster \| Jumbo-Visma Women Team \| + 23s \| \| \| 9. \| Sofia Bertizzolo \| Liv Racing \| + 23s \| \| \| 10. \| Alexis Ryan \| Canyon-SRAM Racing \| + 23s \| \| |                      |                         |          |
| |                      |                         |          |
| Fonte: ProCyclingStats |                      |                         |          |
| Classificação por etapas |                      |                         |          |
| Ciclista | Ciclista             | Equipe                  | Tempo    |
| 1. | Coryn Rivera         | Team DSM                | 2h56m40s |
| 2. | Lizzie Deignan       | Trek-Segafredo          | + 0s     |
| 3. | Elise Chabbey        | Canyon-SRAM Racing      | + 3s     |
| 4. | Anna van der Breggen | SD Worx                 | + 3s     |
| 5. | Emma Norsgaard       | Movistar Team           | + 23s    |
| 6. | Liane Lippert        | Team DSM                | + 23s    |
| 7. | Ilaria Sanguineti    | Valcar-Travel & Service | + 23s    |
| 8. | Anouska Koster       | Jumbo-Visma Women Team  | + 23s    |
| 9. | Sofia Bertizzolo     | Liv Racing              | + 23s    |
| 10. | Alexis Ryan          | Canyon-SRAM Racing      | + 23s    |

## Classificações finais
As classificações finalizaram da seguinte forma:

### Classificação geral(Maglia Rosa)
| \| Classificação geral \| Classificação geral \| Classificação geral \| Classificação geral \| Classificação geral \| \| Ciclista \| Ciclista \| Equipe \| Tempo \| \| \| ------------------- \| ---------------------- \| ---------------------------------- \| ------------------- \| ------------------- \| \| 1. \| Anna van der Breggen \| SD Worx \| 27h00m55s \| \| \| 2. \| Ashleigh Moolman Pasio \| SD Worx \| + 1m43s \| \| \| 3. \| Demi Vollering \| SD Worx \| + 3m25s \| \| \| 4. \| Lizzie Deignan \| Trek-Segafredo \| + 6m39s \| \| \| 5. \| Mavi García \| Alé BTC Ljubljana \| + 8m26s \| \| \| 6. \| Marta Cavalli \| FDJ-Nouvelle Aquitaine-Futuroscope \| + 8m29s \| \| \| 7. \| Juliette Labous \| Team DSM \| + 8m40s \| \| \| 8. \| Tatiana Guderzo \| Alé BTC Ljubljana \| + 9m12s \| \| \| 9. \| Niamh Fisher-Black \| SD Worx \| + 9m44s \| \| \| 10. \| Elise Chabbey \| Canyon-SRAM Racing \| + 10m42s \| \| |                        |                                    |           |
| |                        |                                    |           |
| Fonte: ProCyclingStats |                        |                                    |           |
| Classificação geral |                        |                                    |           |
| Ciclista | Ciclista               | Equipe                             | Tempo     |
| 1. | Anna van der Breggen   | SD Worx                            | 27h00m55s |
| 2. | Ashleigh Moolman Pasio | SD Worx                            | + 1m43s   |
| 3. | Demi Vollering         | SD Worx                            | + 3m25s   |
| 4. | Lizzie Deignan         | Trek-Segafredo                     | + 6m39s   |
| 5. | Mavi García            | Alé BTC Ljubljana                  | + 8m26s   |
| 6. | Marta Cavalli          | FDJ-Nouvelle Aquitaine-Futuroscope | + 8m29s   |
| 7. | Juliette Labous        | Team DSM                           | + 8m40s   |
| 8. | Tatiana Guderzo        | Alé BTC Ljubljana                  | + 9m12s   |
| 9. | Niamh Fisher-Black     | SD Worx                            | + 9m44s   |
| 10. | Elise Chabbey          | Canyon-SRAM Racing                 | + 10m42s  |

### Classificação por pontos(Maglia Ciclamino)
| Classificação por pontos | Classificação por pontos | Classificação por pontos           | Classificação por pontos | Classificação por pontos |
| Ciclista                 | Ciclista                 | Equipe                             | Pontos                   |                          |
| ------------------------ | ------------------------ | ---------------------------------- | ------------------------ | ------------------------ |
| 1.                       | Anna van der Breggen     | SD Worx                            | 58 pts                   |                          |
| 2.                       | Emma Norsgaard           | Movistar Team                      | 49 pts                   |                          |
| 3.                       | Demi Vollering           | SD Worx                            | 42 pts                   |                          |
| 4.                       | Ashleigh Moolman Pasio   | SD Worx                            | 38 pts                   |                          |
| 5.                       | Coryn Rivera             | Team DSM                           | 33 pts                   |                          |
| 6.                       | Lorena Wiebes            | Team DSM                           | 30 pts                   |                          |
| 7.                       | Marta Cavalli            | FDJ-Nouvelle Aquitaine-Futuroscope | 26 pts                   |                          |
| 8.                       | Lucinda Brand            | Trek-Segafredo                     | 26 pts                   |                          |
| 9.                       | Marta Bastianelli        | Alé BTC Ljubljana                  | 22 pts                   |                          |
| 10.                      | Lizzie Deignan           | Trek-Segafredo                     | 21 pts                   |                          |

### Classificação da montanha(Maglia Verde)
| Classificação da montanha | Classificação da montanha | Classificação da montanha          | Classificação da montanha | Classificação da montanha |
| Ciclista                  | Ciclista                  | Equipe                             | Pontos                    |                           |
| ------------------------- | ------------------------- | ---------------------------------- | ------------------------- | ------------------------- |
| 1.                        | Lucinda Brand             | Trek-Segafredo                     | 47 pts                    |                           |
| 2.                        | Ashleigh Moolman Pasio    | SD Worx                            | 31 pts                    |                           |
| 3.                        | Anna van der Breggen      | SD Worx                            | 29 pts                    |                           |
| 4.                        | Elise Chabbey             | Canyon-SRAM Racing                 | 29 pts                    |                           |
| 5.                        | Lizzie Deignan            | Trek-Segafredo                     | 26 pts                    |                           |
| 6.                        | Demi Vollering            | SD Worx                            | 25 pts                    |                           |
| 7.                        | Liane Lippert             | Team DSM                           | 18 pts                    |                           |
| 8.                        | Coryn Rivera              | Team DSM                           | 16 pts                    |                           |
| 9.                        | Marta Cavalli             | FDJ-Nouvelle Aquitaine-Futuroscope | 16 pts                    |                           |
| 10.                       | Elisa Longo Borghini      | Trek-Segafredo                     | 12 pts                    |                           |

### Classificação das jovens(Maglia Bianca)
| Classificação dos jovens | Classificação dos jovens | Classificação dos jovens           | Classificação dos jovens | Classificação dos jovens |
| Ciclista                 | Ciclista                 | Equipe                             | Tempo                    |                          |
| ------------------------ | ------------------------ | ---------------------------------- | ------------------------ | ------------------------ |
| 1.                       | Niamh Fisher-Black       | SD Worx                            | 27h10m39s                |                          |
| 2.                       | Gaia Realini             | Isolmant-Premac-Vittoria           | + 1m09s                  |                          |
| 3.                       | Évita Muzic              | FDJ-Nouvelle Aquitaine-Futuroscope | + 1m55s                  |                          |
| 4.                       | Barbara Malcotti         | Valcar-Travel & Service            | + 15m04s                 |                          |
| 5.                       | Silke Smulders           | Lotto Soudal Ladies                | + 21m07s                 |                          |
| 6.                       | Léa Curinier             | Arkéa Pro Cycling Team             | + 25m02s                 |                          |
| 7.                       | Lorena Wiebes            | Team DSM                           | + 37m21s                 |                          |
| 8.                       | Camilla Alessio          | Bepink                             | + 42m24s                 |                          |
| 9.                       | Maria Novolodskaya       | A.R. Monex Women's                 | + 43m23s                 |                          |
| 10.                      | Emma Norsgaard           | Movistar Team                      | + 47m23s                 |                          |

### Classificação por equipas
| Classificação por equipes | Classificação por equipes | Classificação por equipes | Classificação por equipes |
| Equipe                    | Equipe                    | Tempo                     |                           |
| ------------------------- | ------------------------- | ------------------------- | ------------------------- |

## Evolução das classificações
Predefinição:Evolução das classificações em corrida de ciclismo

## Ciclistas participantes e posições finais
| SD Worx SDW | SD Worx SDW                                | SD Worx SDW |
| ----------- | ------------------------------------------ | ----------- |
| Num         | Ciclista                                   | Pos         |
| 1           | Anna van der Breggen (NED) (estrada e CRI) | 1.          |
| 2           | Ashleigh Moolman Pasio (RSA)               | 2.          |
| 3           | Niamh Fisher-Black (NZL)                   | 9.          |
| 4           | Demi Vollering (NED)                       | 3.          |
| 5           | Elena Cecchini (ITA)                       | 56.         |
| 6           | Chantal van den Broek-Blaak (NED)          | DNF-10      |

| A.R. Monex Women's ASA | A.R. Monex Women's ASA        | A.R. Monex Women's ASA |
| ---------------------- | ----------------------------- | ---------------------- |
| Num                    | Ciclista                      | Pos                    |
| 11                     | Eider Merino (ESP)            | 17.                    |
| 12                     | Ariadna Gutiérrez (MEX)       | DNF-3                  |
| 13                     | Maria Novolodskaya (RUS)      | 53.                    |
| 14                     | Maria Vittoria Sperotto (ITA) | 79.                    |
| 15                     | Andrea Ramírez Fregoso (MEX)  | DNF-6                  |
| 16                     | Arlenis Sierra (CUB)          | DNF-3                  |

| Alé BTC Ljubljana ALE | Alé BTC Ljubljana ALE                | Alé BTC Ljubljana ALE |
| --------------------- | ------------------------------------ | --------------------- |
| Num                   | Ciclista                             | Pos                   |
| 21                    | Mavi García (ESP) (estrada e CRI)    | 5.                    |
| 22                    | Marta Bastianelli (ITA)              | 45.                   |
| 23                    | Laura Tomasi (ITA)                   | 66.                   |
| 24                    | Marlen Reusser (SUI) (estrada e CRI) | DNF                   |
| 25                    | Tatiana Guderzo (ITA)                | 8.                    |
| 26                    | Anna Trevisi (ITA)                   | 75.                   |

| Arkéa Pro Cycling Team ARK | Arkéa Pro Cycling Team ARK | Arkéa Pro Cycling Team ARK |
| -------------------------- | -------------------------- | -------------------------- |
| Num                        | Ciclista                   | Pos                        |
| 31                         | Typhaine Laurance (FRA)    | 92.                        |
| 32                         | Léa Curinier (FRA)         | 36.                        |
| 33                         | Pauline Allin (FRA)        | 67.                        |
| 34                         | Amandine Fouquenet (FRA)   | 82.                        |
| 35                         | Lucie Jounier (FRA)        | 83.                        |
| 36                         | Greta Richioud (FRA)       | 60.                        |

| Aromitalia-Basso Bikes-Vaiano VAI | Aromitalia-Basso Bikes-Vaiano VAI     | Aromitalia-Basso Bikes-Vaiano VAI |
| --------------------------------- | ------------------------------------- | --------------------------------- |
| Num                               | Ciclista                              | Pos                               |
| 41                                | Rasa Leleivytė (LTU)                  | 55.                               |
| 42                                | Gemma Sernissi (ITA)                  | 90.                               |
| 43                                | Letizia Borghesi (ITA)                | 49.                               |
| 44                                | Inga Čilvinaitė (LTU) (estrada e CRI) | 54.                               |
| 45                                | Giulia Marchesini (ITA)               | DNF                               |
| 46                                | Valentina Scandolara (ITA)            | 86.                               |

| Bepink BPK | Bepink BPK              | Bepink BPK |
| ---------- | ----------------------- | ---------- |
| Num        | Ciclista                | Pos        |
| 51         | Silvia Zanardi (ITA)    | 72.        |
| 52         | Silvia Valsecchi (ITA)  | DNF-10     |
| 53         | Camilla Alessio (ITA)   | 52.        |
| 54         | Michaela Drummond (NZL) | DNF-10     |
| 55         | Matilde Vitillo (ITA)   | 77.        |
| 56         | Nadia Quagliotto (ITA)  | 30.        |

| Bizkaia-Durango BDP | Bizkaia-Durango BDP         | Bizkaia-Durango BDP |
| ------------------- | --------------------------- | ------------------- |
| Num                 | Ciclista                    | Pos                 |
| 61                  | Sandra Alonso (ESP)         | HD-4                |
| 62                  | Elizabeth Holden (GBR)      | DNF                 |
| 63                  | Emilie Fortin (CAN)         | DNF-6               |
| 64                  | Lucía González Blanco (ESP) | NP-7                |
| 65                  | Ariana Gilabert (ESP)       | HD-4                |
| 66                  | Yurani Blanco (ESP)         | HD-4                |

| Born To Win-G20-Ambedo BTW | Born To Win-G20-Ambedo BTW | Born To Win-G20-Ambedo BTW |
| -------------------------- | -------------------------- | -------------------------- |
| Num                        | Ciclista                   | Pos                        |
| 71                         | Anastasia Carbonari (ITA)  | 78.                        |
| 72                         | Francesca Balducci (ITA)   | HD-4                       |
| 73                         | Lara Krähemann (SUI)       | 89.                        |
| 74                         | Natalia Studenikina (RUS)  | DNF-10                     |
| 75                         | Alice Palazzi (ITA)        | 80.                        |
| 76                         | Caris Cosentino (ITA)      | HD-4                       |

| Canyon-SRAM Racing CSR | Canyon-SRAM Racing CSR | Canyon-SRAM Racing CSR |
| ---------------------- | ---------------------- | ---------------------- |
| Num                    | Ciclista               | Pos                    |
| 81                     | Alena Amialiusik (BLR) | 15.                    |
| 82                     | Hannah Barnes (GBR)    | 40.                    |
| 83                     | Elise Chabbey (SUI)    | 10.                    |
| 84                     | Tiffany Cromwell (AUS) | 26.                    |
| 85                     | Alexis Ryan (USA)      | 58.                    |
| 86                     | Mikayla Harvey (NZL)   | 27.                    |

| Ceratizit-WNT Pro Cycling WNT | Ceratizit-WNT Pro Cycling WNT        | Ceratizit-WNT Pro Cycling WNT |
| ----------------------------- | ------------------------------------ | ----------------------------- |
| Num                           | Ciclista                             | Pos                           |
| 91                            | Erica Magnaldi (ITA)                 | 13.                           |
| 92                            | Maria Giulia Confalonieri (ITA)      | 59.                           |
| 93                            | Lisa Brennauer (GER) (estrada e CRI) | 19.                           |
| 94                            | Kathrin Hammes (GER)                 | 50.                           |
| 95                            | Marta Lach (POL)                     | 24.                           |
| 96                            | Lara Vieceli (ITA)                   | DNF-7                         |

| FDJ-Nouvelle Aquitaine-Futuroscope FDJ | FDJ-Nouvelle Aquitaine-Futuroscope FDJ | FDJ-Nouvelle Aquitaine-Futuroscope FDJ |
| -------------------------------------- | -------------------------------------- | -------------------------------------- |
| Num                                    | Ciclista                               | Pos                                    |
| 101                                    | Cecilie Uttrup Ludwig (DEN)            | NP-8                                   |
| 102                                    | Maëlle Grossetête (FRA)                | HD-4                                   |
| 103                                    | Marta Cavalli (ITA)                    | 6.                                     |
| 104                                    | Brodie Chapman (AUS)                   | DNF-10                                 |
| 105                                    | Eugénie Duval (FRA)                    | 47.                                    |
| 106                                    | Évita Muzic (FRA) (estrada)            | 12.                                    |

| Isolmant-Premac-Vittoria SBT | Isolmant-Premac-Vittoria SBT | Isolmant-Premac-Vittoria SBT |
| ---------------------------- | ---------------------------- | ---------------------------- |
| Num                          | Ciclista                     | Pos                          |
| 111                          | Emanuela Zanetti (ITA)       | DNF-3                        |
| 112                          | Francesca Pisciali (ITA)     | 85.                          |
| 113                          | Noemi Lucrezia Eremita (ITA) | 70.                          |
| 114                          | Gaia Realini (ITA)           | 11.                          |
| 115                          | Alice Gasparini (ITA)        | 73.                          |
| 116                          | Francesca Baroni (ITA)       | NP-7                         |

| Jumbo-Visma Women Team TJV | Jumbo-Visma Women Team TJV | Jumbo-Visma Women Team TJV |
| -------------------------- | -------------------------- | -------------------------- |
| Num                        | Ciclista                   | Pos                        |
| 121                        | Marianne Vos (NED)         | NP-9                       |
| 122                        | Nancy van der Burg (NED)   | NP-9                       |
| 123                        | Riejanne Markus (NED)      | 34.                        |
| 124                        | Anouska Koster (NED)       | 39.                        |
| 125                        | Julie Van de Velde (BEL)   | NP-8                       |
| 126                        | Teuntje Beekhuis (NED)     | 46.                        |

| Liv Racing LIV | Liv Racing LIV             | Liv Racing LIV |
| -------------- | -------------------------- | -------------- |
| Num            | Ciclista                   | Pos            |
| 131            | Sofia Bertizzolo (ITA)     | 44.            |
| 132            | Soraya Paladin (ITA)       | 28.            |
| 133            | Marta Jaskulska (POL)      | 81.            |
| 134            | Sabrina Stultiens (NED)    | 42.            |
| 135            | Jeanne Korevaar (NED)      | 43.            |
| 136            | Pauliena Rooijakkers (NED) | DNF-9          |

| Lotto Soudal Ladies LSL | Lotto Soudal Ladies LSL  | Lotto Soudal Ladies LSL |
| ----------------------- | ------------------------ | ----------------------- |
| Num                     | Ciclista                 | Pos                     |
| 141                     | Danique Braam (NED)      | DNF-6                   |
| 142                     | Lone Meertens (BEL)      | 69.                     |
| 143                     | Hanna Nilsson (SWE)      | 22.                     |
| 144                     | Silke Smulders (NED)     | 29.                     |
| 145                     | Jesse Vandenbulcke (BEL) | 62.                     |
| 146                     | Elise vander Sande (BEL) | HD-4                    |

| Movistar Team MOV | Movistar Team MOV           | Movistar Team MOV |
| ----------------- | --------------------------- | ----------------- |
| Num               | Ciclista                    | Pos               |
| 151               | Katrine Aalerud (NOR) (CRI) | 20.               |
| 152               | Aude Biannic (FRA)          | 68.               |
| 153               | Sheyla Gutiérrez (ESP)      | HD-4              |
| 154               | Emma Norsgaard (DEN) (CRI)  | 57.               |
| 155               | Sara Martín Martín (ESP)    | 71.               |
| 156               | Leah Thomas (USA)           | 16.               |

| Rally Cycling RLW | Rally Cycling RLW             | Rally Cycling RLW |
| ----------------- | ----------------------------- | ----------------- |
| Num               | Ciclista                      | Pos               |
| 161               | Clara Koppenburg (GER)        | DNF-9             |
| 162               | Kristabel Doebel-Hickok (USA) | DNF-5             |
| 163               | Heidi Franz (USA)             | NP-10             |
| 164               | Holly Breck (USA)             | HD-4              |
| 165               | Sara Poidevin (CAN)           | NP-10             |
| 166               | Katie Clouse (USA)            | NP-10             |

| Servetto-Makhymo-Beltrami TSA SER | Servetto-Makhymo-Beltrami TSA SER | Servetto-Makhymo-Beltrami TSA SER |
| --------------------------------- | --------------------------------- | --------------------------------- |
| Num                               | Ciclista                          | Pos                               |
| 171                               | Anna Potokina (RUS)               | 61.                               |
| 172                               | Sara Casasola (ITA)               | DNF-7                             |
| 173                               | Asia Zontone (ITA)                | 87.                               |
| 174                               | Carlotta Borello (ITA)            | 88.                               |
| 175                               | Nadja Heigl (AUT)                 | DNF-9                             |
| 176                               | Līna Svarinska (LAT) (estrada)    | 91.                               |

| Team BikeExchange BEX | Team BikeExchange BEX                  | Team BikeExchange BEX |
| --------------------- | -------------------------------------- | --------------------- |
| Num                   | Ciclista                               | Pos                   |
| 181                   | Amanda Spratt (AUS)                    | NP-10                 |
| 182                   | Ane Santesteban (ESP)                  | 32.                   |
| 183                   | Georgia Williams (NZL) (estrada e CRI) | NP-9                  |
| 184                   | Sarah Roy (AUS) (estrada)              | 41.                   |
| 185                   | Grace Brown (AUS)                      | NP-9                  |
| 186                   | Janneke Ensing (NED)                   | 63.                   |

| Team DSM DSM | Team DSM DSM           | Team DSM DSM |
| ------------ | ---------------------- | ------------ |
| Num          | Ciclista               | Pos          |
| 191          | Leah Kirchmann (CAN)   | DNF-10       |
| 192          | Juliette Labous (FRA)  | 7.           |
| 193          | Floortje Mackaij (NED) | 23.          |
| 194          | Liane Lippert (GER)    | 18.          |
| 195          | Lorena Wiebes (NED)    | 48.          |
| 196          | Coryn Rivera (USA)     | 25.          |

| Tibco-Silicon Valley Bank TIB | Tibco-Silicon Valley Bank TIB   | Tibco-Silicon Valley Bank TIB |
| ----------------------------- | ------------------------------- | ----------------------------- |
| Num                           | Ciclista                        | Pos                           |
| 201                           | Kristen Faulkner (USA)          | NP-8                          |
| 202                           | Lauren Stephens (USA) (estrada) | NP-8                          |
| 203                           | Diana Peñuela (COL)             | NP-8                          |
| 204                           | Clara Honsinger (USA)           | NP-8                          |
| 205                           | Leah Dixon (GBR)                | DNF-7                         |
| 206                           | Emily Newsom (USA)              | NP-8                          |

| Top Girls Fassa Bortolo TOP | Top Girls Fassa Bortolo TOP | Top Girls Fassa Bortolo TOP |
| --------------------------- | --------------------------- | --------------------------- |
| Num                         | Ciclista                    | Pos                         |
| 211                         | Michela Balducci (ITA)      | HD-4                        |
| 212                         | Giorgia Bariani (ITA)       | 76.                         |
| 213                         | Elisa Dalla Valle (ITA)     | 84.                         |
| 214                         | Greta Marturano (ITA)       | 37.                         |
| 215                         | Debora Silvestri (ITA)      | 38.                         |
| 216                         | Giorgia Vettorello (ITA)    | 74.                         |

| Trek-Segafredo TFS | Trek-Segafredo TFS                         | Trek-Segafredo TFS |
| ------------------ | ------------------------------------------ | ------------------ |
| Num                | Ciclista                                   | Pos                |
| 221                | Lucinda Brand (NED)                        | 31.                |
| 222                | Lizzie Deignan (GBR)                       | 4.                 |
| 223                | Elisa Longo Borghini (ITA) (estrada e CRI) | 14.                |
| 224                | Ellen van Dijk (NED)                       | 35.                |
| 225                | Tayler Wiles (USA)                         | NP-3               |
| 226                | Ruth Winder (USA)                          | DNF-10             |

| Valcar-Travel & Service VAL | Valcar-Travel & Service VAL | Valcar-Travel & Service VAL |
| --------------------------- | --------------------------- | --------------------------- |
| Num                         | Ciclista                    | Pos                         |
| 231                         | Alice Maria Arzuffi (ITA)   | 33.                         |
| 232                         | Barbara Malcotti (ITA)      | 21.                         |
| 233                         | Federica Piergiovanni (ITA) | 65.                         |
| 234                         | Ilaria Sanguineti (ITA)     | 51.                         |
| 235                         | Eleonora Gasparrini (ITA)   | 64.                         |
| 236                         | Chiara Consonni (ITA)       | HD-4                        |

| SD Worx SDW | SD Worx SDW                                | SD Worx SDW |
| ----------- | ------------------------------------------ | ----------- |
| Num         | Ciclista                                   | Pos         |
| 1           | Anna van der Breggen (NED) (estrada e CRI) | 1.          |
| 2           | Ashleigh Moolman Pasio (RSA)               | 2.          |
| 3           | Niamh Fisher-Black (NZL)                   | 9.          |
| 4           | Demi Vollering (NED)                       | 3.          |
| 5           | Elena Cecchini (ITA)                       | 56.         |
| 6           | Chantal van den Broek-Blaak (NED)          | DNF-10      |

| A.R. Monex Women's ASA | A.R. Monex Women's ASA        | A.R. Monex Women's ASA |
| ---------------------- | ----------------------------- | ---------------------- |
| Num                    | Ciclista                      | Pos                    |
| 11                     | Eider Merino (ESP)            | 17.                    |
| 12                     | Ariadna Gutiérrez (MEX)       | DNF-3                  |
| 13                     | Maria Novolodskaya (RUS)      | 53.                    |
| 14                     | Maria Vittoria Sperotto (ITA) | 79.                    |
| 15                     | Andrea Ramírez Fregoso (MEX)  | DNF-6                  |
| 16                     | Arlenis Sierra (CUB)          | DNF-3                  |

| Alé BTC Ljubljana ALE | Alé BTC Ljubljana ALE                | Alé BTC Ljubljana ALE |
| --------------------- | ------------------------------------ | --------------------- |
| Num                   | Ciclista                             | Pos                   |
| 21                    | Mavi García (ESP) (estrada e CRI)    | 5.                    |
| 22                    | Marta Bastianelli (ITA)              | 45.                   |
| 23                    | Laura Tomasi (ITA)                   | 66.                   |
| 24                    | Marlen Reusser (SUI) (estrada e CRI) | DNF                   |
| 25                    | Tatiana Guderzo (ITA)                | 8.                    |
| 26                    | Anna Trevisi (ITA)                   | 75.                   |

| Arkéa Pro Cycling Team ARK | Arkéa Pro Cycling Team ARK | Arkéa Pro Cycling Team ARK |
| -------------------------- | -------------------------- | -------------------------- |
| Num                        | Ciclista                   | Pos                        |
| 31                         | Typhaine Laurance (FRA)    | 92.                        |
| 32                         | Léa Curinier (FRA)         | 36.                        |
| 33                         | Pauline Allin (FRA)        | 67.                        |
| 34                         | Amandine Fouquenet (FRA)   | 82.                        |
| 35                         | Lucie Jounier (FRA)        | 83.                        |
| 36                         | Greta Richioud (FRA)       | 60.                        |

| Aromitalia-Basso Bikes-Vaiano VAI | Aromitalia-Basso Bikes-Vaiano VAI     | Aromitalia-Basso Bikes-Vaiano VAI |
| --------------------------------- | ------------------------------------- | --------------------------------- |
| Num                               | Ciclista                              | Pos                               |
| 41                                | Rasa Leleivytė (LTU)                  | 55.                               |
| 42                                | Gemma Sernissi (ITA)                  | 90.                               |
| 43                                | Letizia Borghesi (ITA)                | 49.                               |
| 44                                | Inga Čilvinaitė (LTU) (estrada e CRI) | 54.                               |
| 45                                | Giulia Marchesini (ITA)               | DNF                               |
| 46                                | Valentina Scandolara (ITA)            | 86.                               |

| Bepink BPK | Bepink BPK              | Bepink BPK |
| ---------- | ----------------------- | ---------- |
| Num        | Ciclista                | Pos        |
| 51         | Silvia Zanardi (ITA)    | 72.        |
| 52         | Silvia Valsecchi (ITA)  | DNF-10     |
| 53         | Camilla Alessio (ITA)   | 52.        |
| 54         | Michaela Drummond (NZL) | DNF-10     |
| 55         | Matilde Vitillo (ITA)   | 77.        |
| 56         | Nadia Quagliotto (ITA)  | 30.        |

| Bizkaia-Durango BDP | Bizkaia-Durango BDP         | Bizkaia-Durango BDP |
| ------------------- | --------------------------- | ------------------- |
| Num                 | Ciclista                    | Pos                 |
| 61                  | Sandra Alonso (ESP)         | HD-4                |
| 62                  | Elizabeth Holden (GBR)      | DNF                 |
| 63                  | Emilie Fortin (CAN)         | DNF-6               |
| 64                  | Lucía González Blanco (ESP) | NP-7                |
| 65                  | Ariana Gilabert (ESP)       | HD-4                |
| 66                  | Yurani Blanco (ESP)         | HD-4                |

| Born To Win-G20-Ambedo BTW | Born To Win-G20-Ambedo BTW | Born To Win-G20-Ambedo BTW |
| -------------------------- | -------------------------- | -------------------------- |
| Num                        | Ciclista                   | Pos                        |
| 71                         | Anastasia Carbonari (ITA)  | 78.                        |
| 72                         | Francesca Balducci (ITA)   | HD-4                       |
| 73                         | Lara Krähemann (SUI)       | 89.                        |
| 74                         | Natalia Studenikina (RUS)  | DNF-10                     |
| 75                         | Alice Palazzi (ITA)        | 80.                        |
| 76                         | Caris Cosentino (ITA)      | HD-4                       |

| Canyon-SRAM Racing CSR | Canyon-SRAM Racing CSR | Canyon-SRAM Racing CSR |
| ---------------------- | ---------------------- | ---------------------- |
| Num                    | Ciclista               | Pos                    |
| 81                     | Alena Amialiusik (BLR) | 15.                    |
| 82                     | Hannah Barnes (GBR)    | 40.                    |
| 83                     | Elise Chabbey (SUI)    | 10.                    |
| 84                     | Tiffany Cromwell (AUS) | 26.                    |
| 85                     | Alexis Ryan (USA)      | 58.                    |
| 86                     | Mikayla Harvey (NZL)   | 27.                    |

| Ceratizit-WNT Pro Cycling WNT | Ceratizit-WNT Pro Cycling WNT        | Ceratizit-WNT Pro Cycling WNT |
| ----------------------------- | ------------------------------------ | ----------------------------- |
| Num                           | Ciclista                             | Pos                           |
| 91                            | Erica Magnaldi (ITA)                 | 13.                           |
| 92                            | Maria Giulia Confalonieri (ITA)      | 59.                           |
| 93                            | Lisa Brennauer (GER) (estrada e CRI) | 19.                           |
| 94                            | Kathrin Hammes (GER)                 | 50.                           |
| 95                            | Marta Lach (POL)                     | 24.                           |
| 96                            | Lara Vieceli (ITA)                   | DNF-7                         |

| FDJ-Nouvelle Aquitaine-Futuroscope FDJ | FDJ-Nouvelle Aquitaine-Futuroscope FDJ | FDJ-Nouvelle Aquitaine-Futuroscope FDJ |
| -------------------------------------- | -------------------------------------- | -------------------------------------- |
| Num                                    | Ciclista                               | Pos                                    |
| 101                                    | Cecilie Uttrup Ludwig (DEN)            | NP-8                                   |
| 102                                    | Maëlle Grossetête (FRA)                | HD-4                                   |
| 103                                    | Marta Cavalli (ITA)                    | 6.                                     |
| 104                                    | Brodie Chapman (AUS)                   | DNF-10                                 |
| 105                                    | Eugénie Duval (FRA)                    | 47.                                    |
| 106                                    | Évita Muzic (FRA) (estrada)            | 12.                                    |

| Isolmant-Premac-Vittoria SBT | Isolmant-Premac-Vittoria SBT | Isolmant-Premac-Vittoria SBT |
| ---------------------------- | ---------------------------- | ---------------------------- |
| Num                          | Ciclista                     | Pos                          |
| 111                          | Emanuela Zanetti (ITA)       | DNF-3                        |
| 112                          | Francesca Pisciali (ITA)     | 85.                          |
| 113                          | Noemi Lucrezia Eremita (ITA) | 70.                          |
| 114                          | Gaia Realini (ITA)           | 11.                          |
| 115                          | Alice Gasparini (ITA)        | 73.                          |
| 116                          | Francesca Baroni (ITA)       | NP-7                         |

| Jumbo-Visma Women Team TJV | Jumbo-Visma Women Team TJV | Jumbo-Visma Women Team TJV |
| -------------------------- | -------------------------- | -------------------------- |
| Num                        | Ciclista                   | Pos                        |
| 121                        | Marianne Vos (NED)         | NP-9                       |
| 122                        | Nancy van der Burg (NED)   | NP-9                       |
| 123                        | Riejanne Markus (NED)      | 34.                        |
| 124                        | Anouska Koster (NED)       | 39.                        |
| 125                        | Julie Van de Velde (BEL)   | NP-8                       |
| 126                        | Teuntje Beekhuis (NED)     | 46.                        |

| Liv Racing LIV | Liv Racing LIV             | Liv Racing LIV |
| -------------- | -------------------------- | -------------- |
| Num            | Ciclista                   | Pos            |
| 131            | Sofia Bertizzolo (ITA)     | 44.            |
| 132            | Soraya Paladin (ITA)       | 28.            |
| 133            | Marta Jaskulska (POL)      | 81.            |
| 134            | Sabrina Stultiens (NED)    | 42.            |
| 135            | Jeanne Korevaar (NED)      | 43.            |
| 136            | Pauliena Rooijakkers (NED) | DNF-9          |

| Lotto Soudal Ladies LSL | Lotto Soudal Ladies LSL  | Lotto Soudal Ladies LSL |
| ----------------------- | ------------------------ | ----------------------- |
| Num                     | Ciclista                 | Pos                     |
| 141                     | Danique Braam (NED)      | DNF-6                   |
| 142                     | Lone Meertens (BEL)      | 69.                     |
| 143                     | Hanna Nilsson (SWE)      | 22.                     |
| 144                     | Silke Smulders (NED)     | 29.                     |
| 145                     | Jesse Vandenbulcke (BEL) | 62.                     |
| 146                     | Elise vander Sande (BEL) | HD-4                    |

| Movistar Team MOV | Movistar Team MOV           | Movistar Team MOV |
| ----------------- | --------------------------- | ----------------- |
| Num               | Ciclista                    | Pos               |
| 151               | Katrine Aalerud (NOR) (CRI) | 20.               |
| 152               | Aude Biannic (FRA)          | 68.               |
| 153               | Sheyla Gutiérrez (ESP)      | HD-4              |
| 154               | Emma Norsgaard (DEN) (CRI)  | 57.               |
| 155               | Sara Martín Martín (ESP)    | 71.               |
| 156               | Leah Thomas (USA)           | 16.               |

| Rally Cycling RLW | Rally Cycling RLW             | Rally Cycling RLW |
| ----------------- | ----------------------------- | ----------------- |
| Num               | Ciclista                      | Pos               |
| 161               | Clara Koppenburg (GER)        | DNF-9             |
| 162               | Kristabel Doebel-Hickok (USA) | DNF-5             |
| 163               | Heidi Franz (USA)             | NP-10             |
| 164               | Holly Breck (USA)             | HD-4              |
| 165               | Sara Poidevin (CAN)           | NP-10             |
| 166               | Katie Clouse (USA)            | NP-10             |

| Servetto-Makhymo-Beltrami TSA SER | Servetto-Makhymo-Beltrami TSA SER | Servetto-Makhymo-Beltrami TSA SER |
| --------------------------------- | --------------------------------- | --------------------------------- |
| Num                               | Ciclista                          | Pos                               |
| 171                               | Anna Potokina (RUS)               | 61.                               |
| 172                               | Sara Casasola (ITA)               | DNF-7                             |
| 173                               | Asia Zontone (ITA)                | 87.                               |
| 174                               | Carlotta Borello (ITA)            | 88.                               |
| 175                               | Nadja Heigl (AUT)                 | DNF-9                             |
| 176                               | Līna Svarinska (LAT) (estrada)    | 91.                               |

| Team BikeExchange BEX | Team BikeExchange BEX                  | Team BikeExchange BEX |
| --------------------- | -------------------------------------- | --------------------- |
| Num                   | Ciclista                               | Pos                   |
| 181                   | Amanda Spratt (AUS)                    | NP-10                 |
| 182                   | Ane Santesteban (ESP)                  | 32.                   |
| 183                   | Georgia Williams (NZL) (estrada e CRI) | NP-9                  |
| 184                   | Sarah Roy (AUS) (estrada)              | 41.                   |
| 185                   | Grace Brown (AUS)                      | NP-9                  |
| 186                   | Janneke Ensing (NED)                   | 63.                   |

| Team DSM DSM | Team DSM DSM           | Team DSM DSM |
| ------------ | ---------------------- | ------------ |
| Num          | Ciclista               | Pos          |
| 191          | Leah Kirchmann (CAN)   | DNF-10       |
| 192          | Juliette Labous (FRA)  | 7.           |
| 193          | Floortje Mackaij (NED) | 23.          |
| 194          | Liane Lippert (GER)    | 18.          |
| 195          | Lorena Wiebes (NED)    | 48.          |
| 196          | Coryn Rivera (USA)     | 25.          |

| Tibco-Silicon Valley Bank TIB | Tibco-Silicon Valley Bank TIB   | Tibco-Silicon Valley Bank TIB |
| ----------------------------- | ------------------------------- | ----------------------------- |
| Num                           | Ciclista                        | Pos                           |
| 201                           | Kristen Faulkner (USA)          | NP-8                          |
| 202                           | Lauren Stephens (USA) (estrada) | NP-8                          |
| 203                           | Diana Peñuela (COL)             | NP-8                          |
| 204                           | Clara Honsinger (USA)           | NP-8                          |
| 205                           | Leah Dixon (GBR)                | DNF-7                         |
| 206                           | Emily Newsom (USA)              | NP-8                          |

| Top Girls Fassa Bortolo TOP | Top Girls Fassa Bortolo TOP | Top Girls Fassa Bortolo TOP |
| --------------------------- | --------------------------- | --------------------------- |
| Num                         | Ciclista                    | Pos                         |
| 211                         | Michela Balducci (ITA)      | HD-4                        |
| 212                         | Giorgia Bariani (ITA)       | 76.                         |
| 213                         | Elisa Dalla Valle (ITA)     | 84.                         |
| 214                         | Greta Marturano (ITA)       | 37.                         |
| 215                         | Debora Silvestri (ITA)      | 38.                         |
| 216                         | Giorgia Vettorello (ITA)    | 74.                         |

| Trek-Segafredo TFS | Trek-Segafredo TFS                         | Trek-Segafredo TFS |
| ------------------ | ------------------------------------------ | ------------------ |
| Num                | Ciclista                                   | Pos                |
| 221                | Lucinda Brand (NED)                        | 31.                |
| 222                | Lizzie Deignan (GBR)                       | 4.                 |
| 223                | Elisa Longo Borghini (ITA) (estrada e CRI) | 14.                |
| 224                | Ellen van Dijk (NED)                       | 35.                |
| 225                | Tayler Wiles (USA)                         | NP-3               |
| 226                | Ruth Winder (USA)                          | DNF-10             |

| Valcar-Travel & Service VAL | Valcar-Travel & Service VAL | Valcar-Travel & Service VAL |
| --------------------------- | --------------------------- | --------------------------- |
| Num                         | Ciclista                    | Pos                         |
| 231                         | Alice Maria Arzuffi (ITA)   | 33.                         |
| 232                         | Barbara Malcotti (ITA)      | 21.                         |
| 233                         | Federica Piergiovanni (ITA) | 65.                         |
| 234                         | Ilaria Sanguineti (ITA)     | 51.                         |
| 235                         | Eleonora Gasparrini (ITA)   | 64.                         |
| 236                         | Chiara Consonni (ITA)       | HD-4                        |

Convenções:
- AB-N: Abandono na etapa "N"
- FLT-N: Retiro por chegada fora do limite de tempo na etapa "N"
- NTS-N: Não tomou a saída para a etapa "N"
- DES-N: Desclassificado ou expulsado na etapa "N"

## UCI World Ranking
O Giro de Itália Feminino  outorgará pontos para o UCI World Ranking Feminino para corredoras das equipas nas categorias UCI WordTeam Feminino e UCI Women's continental teams. As seguintes tabelas mostram o barómetro de pontuação e as 10 corredoras que obtiveram mais pontos:
| Posição   | 1.ª | 2.ª | 3.ª | 4.ª | 5.ª | 6.ª | 7.ª | 8.ª | 9.ª | 10.ª | 11.ª | 12.ª | 13.ª | 14.ª | 15.ª | 16.ª-25.ª |
| Pontuação | 200 | 150 | 125 | 100 | 85  | 70  | 60  | 50  | 40  | 35   | 30   | 25   | 20   | 15   | 10   | 5         |
| Por etapa | 25  | 20  | 15  | 12  | 10  | 8   | 6   | 4   |     |      |      |      |      |      |      |           |
| Líder     | 5   |     |     |     |     |     |     |     |     |      |      |      |      |      |      |           |

| Classificação |          |        |       |       |       |       |
| Posição       | Ciclista | Equipa | Geral | Etapa | Líder | Total |
| ------------- | -------- | ------ | ----- | ----- | ----- | ----- |
| 1.ª           |          |        | 200   |       |       |       |
| 2.ª           |          |        | 150   |       |       |       |
| 3.ª           |          |        | 125   |       |       |       |
| 4.ª           |          |        | 100   |       |       |       |
| 5.ª           |          |        | 85    |       |       |       |
| 6.ª           |          |        | 70    |       |       |       |
| 7.ª           |          |        | 60    |       |       |       |
| 8.ª           |          |        | 50    |       |       |       |
| 9.ª           |          |        | 40    |       |       |       |
| 10.ª          |          |        | 35    |       |       |       |